# Váldson Mendes Bezerra
Váldson Mendes Bezerra (Aracaju, 14 de maio de 1975) é um ex-futebolista brasileiro que atuava como zagueiro.[carece de fontes?] Ele ficou conhecido no futebol brasileiro ao atuar pelo Botafogo ao lado de Sandro.
O zagueiro aracajuano foi revelado pelo Confiança na segunda metade da década de 90. Dali girou o mundo da bola passando por diversos clubes, como Ceará, Fortaleza, Santa Cruz, Paysandu, Gama, Boavista, Vitória, entre outros. Chegou a jogar no futebol internacional, no Querétaro, no México. Mas o ponto alto da carreira foi quando jogou no Botafogo, no Flamengo e no Corinthians. Na melhor fase dele, chegou até a ser citado como um convocável para a seleção brasileira. Porém, isso nunca aconteceu. Algumas lesões atrapalharam a vida do jogador, além de problemas extracampo.

## Carreira

### Posição alterada
O zagueiro começou no futebol como volante. Criado na base do Confiança, seu time do coração, aos 18 anos foi improvisado na zaga pelo treinador da época, Ariston Dias.
| “ | Gostei de ser zagueiro pela minha qualidade de sair jogando. Larguei a função de volante e me adaptei jogando atrás. Acabei mudando minha história no futebol por causa disso. Deu certo, e não me arrependo. | ” |

O início como profissional foi pelo mesmo Confiança. O bom rendimento em campo demonstrado no vice-campeonato estadual chamou a atenção de Lula Ribeiro, que na época comandava o Rio Branco-SP-SP. Foi contratado. Lá, disputou o Paulistão de 1998.
Mas não ficou muito tempo no interior paulista. No mesmo ano, rumou para o Ceará junto de Lula Ribeiro. No Vozão, ganhou o bicampeonato cearense (1998 e 1999).

### Projeção nacional
Na época, um olheiro do Botafogo foi à capital cearense observar Ronaldo Angelim, que fazia dupla de zaga com Váldson, mas acabou se interessando pelo zagueiro sergipano e o levou para o clube da estrela solitária.
| “ | Foi um longo tempo até a ficha cair. Saí do Nordeste para fechar contrato com um time grande. Foi um sonho que virou realidade. O sonho de todo jogador do Nordeste é ir para um time do Sul ou Sudeste. | ” |

No Botafogo, viveu a melhor fase da carreira. Apesar de não ter conquistado títulos, teve boas atuações. Ao todo, foram 84 jogos e nove gols marcados.
| “ | Foi marcante para mim. No primeiro ano jogando em um time como o Botafogo, já fui escolhido para a Seleção do Carioca. Foi especial. Fui até cotado para a Seleção Brasileira – afirma o zagueiro. | ” |

### Clubes de massa
Após rápida passagem pelo Vitória-BA em 2001, Váldson retornou ao futebol carioca, desta vez para defender o Flamengo, onde jogou por duas temporadas. Porém, a estada na Gávea não traz boas recordações para o jogador. Além de ter chegado em uma ocasião turbulenta do time, sofreu com graves lesões.
| “ | Foram momentos difíceis. Tive uma contusão no joelho e o time quase foi rebaixado no Brasileiro. Estes problemas acabaram impedindo que eu fosse feliz por lá. Acho que minha passagem no Rio de Janeiro foi destaque apenas no Botafogo. | ” |

Do Fla, ele partiu para os gramados internacionais. No México, em 2004, jogou pelo Querétaro, mas não gostou da experiência. Na época, ao comentar a transferência, cometeu uma gafe, dizendo que estava feliz com a realização do sonho de jogar na Europa.
| “ | Não era um time de ponta e, além disso, atrasava o pagamento. Não tive boa adaptação lá e não vi evolução na minha carreira estando lá. Por causa disso, foi uma passagem curta. | ” |

Na volta para o Brasil, Váldson teve nova chance em um clube de massa. Ele desembarcou no Parque São Jorge para jogar pelo Corinthians. Mas, assim como na época de Flamengo, não chegou ao clube em um momento interessante. A passagem foi discreta, e Váldson teve que aprender a lidar com a forte pressão da torcida.
| “ | A equipe não estava financeiramente bem e não fez um time competitivo. Quase que o Corinthians cai no Paulistão, até que o Tite chegou para salvar o clube. | ” |

Após deixar o Timão, virou um nômade da bola, passando por dez clubes em oito anos. Jogou por Ceará, Paysandu, Fortaleza, Santa Cruz, Boavista e Gama.

### Retorno ao futebol sergipano
O retorno aos gramados sergipanos ocorreu em 2007, em um dos momentos mais gloriosos da história do Confiança (time que o revelou), onde permaneceu até em 2009.
| “ | Não era intenção minha voltar naquela ocasião. Havia acabado de disputar a Série B pelo Gama. Mas o Maurício Simões, que Deus o tenha, me ligou e disse que queria voltar a trabalhar comigo. Eu tinha trabalhado com ele no Santa Cruz. Eu acabei aceitando porque me sentia em dívida com o Confiança. | ” |

Ainda em seu retorno ao futebol sergipano, foi para o Sergipe e regressou ao Confiança em 2010 e no River Plate-SE em 2011. Passou também por Itabaiana, Estanciano e Dorense.
Desde que retornou à terra natal, o atleta ganhou a marca de pé-quente. Pois quando voltou a atuar no futebol sergipano, viveu uma espécie de recomeço, conquistando dois estaduais com o Confiança, um com o Itabaiana e um com o River Plate-SE.

### Reencontro com o Bota
Jogando pelo River Plate-SE, em 2011, Váldson teve um reencontro com o clube que o tornou famoso em todo o país. O time sergipano encarou o Botafogo na primeira fase da Copa do Brasil e vendeu caro a classificação para o time carioca. Váldson era o capitão da equipe e armou, no primeiro jogo, em Aracaju, um bloqueio que conseguiu neutralizar as investidas de Loco Abreu e Herrera.
No jogo de ida, no Batistão, o River venceu por 1–0. No jogo de volta, no Engenhão, o Botafogo devolveu o placar e garantiu a classificação nas penalidades. As duas partidas marcaram o reencontro de Váldson e Joel Santana, que foi treinador do zagueiro nos tempos de Botafogo.
| “ | Joel foi um cara importante na minha carreira. Ele me ensinou muito. Eu era inexperiente, não tinha maturidade tática. Ele me mostrou a importância de seguir o que o técnico propõe. | ” |

Apesar de não ter conquistado títulos por Botafogo, Flamengo e Corinthians, Váldson se diz realizado com tudo o que viveu como jogador de futebol.
| “ | Não dá para reclamar. Vivi intensamente todas as experiências que a bola me deu. Vesti camisas de times importantes e fui campeão em outras equipes, especialmente no meu estado. Cometi alguns erros, mas aprendi com eles. Sei que estou perto de encerrar a carreira, mas ainda me sinto feliz jogando. Enquanto tiver essa alegria e disposição para jogar, vou continuar. Acho que ainda posso fazer muito pelo futebol. | ” |

### Últimos passos como jogador profissional
Em 2016, aos 41 anos, com mais de 20 anos de carreira e após muitas polêmicas, Váldson completa zaga no elenco do Paraíso para disputar o Campeonato Tocantinense com a camisa do time que representa a cidade de Paraíso do Tocantins. Segundo ele, estava cansando de jogar. Foram 21 anos de muito trabalho, mas resolveu aceitar este novo desafio confiando no técnico Wicelmo Rodrigues. “Em conversa com o treinador senti muita lealdade por parte e, por isso, resolvi ir jogar no Tocantins”.

## Títulos
Ceará
- Campeonato Cearense: 1998 e 1999

Confiança
- Campeonato Sergipano: 2008 e 2009
- Copa Governo do Estado de Sergipe: 2008

River Plate-SE
- Campeonato Sergipano: 2011

Itabaiana
- Campeonato Sergipano: 2012
- Taça Cidade de Aracaju: 2012

## Polêmicas
Assim como muitos boleiros, as Baladas foram uma constante na vida do zagueiro, fator que acabou prejudicando o jogador em alguns aspectos e o fez passar por algumas dificuldades. Companheiros da época de Botafogo lembram que, numa festa do time, Váldson bebeu quase dez garrafas de sidra. Boa parte do dinheiro que recebia era destinado às tentações do Rio - noitadas, mulheres, bebidas...
Em outubro de 2008, um episódio curioso agitou o Confiança. O zagueiro Váldson foi preso durante o treinamento do time sergipano. O motivo foi a falta de pagamento de Pensão alimentícia à ex-mulher. Mas a assessoria jurídica do clube auxiliou o atleta e impediu que ele fosse preso. Após o pagamento do montante da dívida de R$ 16 mil, o jogador foi liberado para se juntar aos companheiros na concentração. Entretanto, mesmo em uma semana conturbada, ele deu a volta por cima. O jogador abriu o placar da goleada de 4–0 do Confiança sobre o Campinense, no estádio Lourival Batista, em Aracaju. O resultado põe a equipe sergipana em primeiro lugar no octogonal final da Série C do Brasileirão.

## Curiosidades
Nos tempos de Botafogo, Váldson era chamado pelos companheiros de clube de "Seo Boneco", personagem criado por Chico Anysio na extinta Escolinha do Professor Raimundo. Até mesmo quando foi recém-contratado pelo Corinthians, já ganhou apelido do resto do elenco. Já no segundo dia de treinamentos dos jogadores, começaram a chamá-lo de Seu Boneco.